# Jairo Ríos
Jairo Antonio Ríos Rendón (Antioquia, 26 ottobre 1949) è un allenatore di calcio colombiano, allenatore dell'Universidad de San Carlos.

## Carriera
Comincia ad allenare in patria, all'Deportivo Independiente Medellín. Nel 2004 viene chiamato ad allenare il Municipal Valencia. Nel gennaio 2005 viene ingaggiato dall'Olimpia, che allena fino al termine della stagione. Nell'estate 2005 firma un contratto con il Marathón. Nel 2006 viene chiamato ad allenare il Vida. Nel dicembre 2008 viene nominato commissario tecnico della Nazionale haitiana, mantenendo tale incarico fino al giugno 2010. Nel 2011 allena la Platense. Nel gennaio 2013 firma un contratto con la Real Sociedad. Nell'estate 2013 viene ingaggiato dal Juticalpa, che allena fino al 24 febbraio 2014. Il 26 marzo 2014 viene ingaggiato dall'Águila, in cui rimane fino al termine della stagione. Il 19 febbraio 2015 firma un contratto annuale con il Marathón. Nel gennaio 2017 viene chiamato ad allenare l'Universidad de San Carlos.